# Adistemia okeefei
Adistemia okeefei es una especie de coleóptero de la familia Latridiidae.

## Distribución geográfica
Habita en Costa Rica.